# Adolfo Carlo Barone
Adolfo Carlo Barone (Napoli, 1861 – 1936) è stato un pittore italiano.

## Biografia
Attivo principalmente nella sua città natale, era conosciuto come pittore di battaglie e soggetti militari. Espose due opere all'Esposizione nazionale artistica di Venezia del 1887, L'uscita di piazza d'armi e Arrivo al campo.